# Phyllocosmus calothyrsus
Phyllocosmus calothyrsus är en tvåhjärtbladig växtart som beskrevs av Gottfried Wilhelm Johannes Mildbraed. Phyllocosmus calothyrsus ingår i släktet Phyllocosmus och familjen Ixonanthaceae. Inga underarter finns listade i Catalogue of Life.